# Ein Mann jagt sich selbst
Ein Mann jagt sich selbst (Originaltitel: The Man Who Haunted Himself) ist ein Mystery-Kriminalfilm von Basil Dearden nach dem Roman The Case of Mr. Pelham von Anthony Armstrong aus dem Jahre 1970 mit Roger Moore in der Hauptrolle.

## Handlung
Harold Pelham ist ein korrekter Engländer wie er im Buche steht und ist tätig für ein Unternehmen, das die Marine ausrüstet. Er verursacht einen schweren Verkehrsunfall, der ihn für kurze Zeit ins Koma befördert.
Als Pelham wieder gesundet seiner Arbeit nachgeht, kommen ihm immer mehr eigenartige Zwischenfälle zu Ohren, die er angeblich gesagt, getan oder beschlossen haben soll. Zur gleichen Zeit stellt ein Konkurrenzunternehmen seiner Firma einen Fusionsantrag. Den Verdacht, die Konkurrenz hätte das neue Automationssystem seiner Firma im Auge, bestätigt sich bald dadurch, dass Pelham selbst die undichte Stelle sein soll und mit der Konkurrenz paktiert. Pelham jedoch hat den Verdacht, dass ein Doppelgänger versucht ihn zu diskreditieren und stellt zu seinem Entsetzen fest, dass dieser sogar auch sein Privatleben mittels einer Geliebten belastet hat.
Dem Druck nicht standhaltend, bekommt Pelham einen Nervenzusammenbruch und lässt sich von dem Psychoanalytiker Dr. Harris in eine Klinik einweisen. Dort erfährt er, dass sein Leben einfach zu langweilig ist und er sich verändern muss.
Doch kaum draußen und in Arbeit, geht der Spuk weiter, als sich sein Doppelgänger bei ihm zuhause am Telefon meldet. Pelham hetzt nach Hause und steht seinem doppelten Ich von Angesicht zu Angesicht gegenüber. Auch seine Freunde und Familie sind geschockt. Als beide alleine sind, erklärt sein Doppelgänger ihm, dass er nach dem Unfall auf die Welt gekommen sei, als Pelham kurze Zeit aus dem Leben getreten war.
Er sei nur dessen selbstbewussteres und moderneres Ich, und für Pelham sei eigentlich kein Platz mehr in dieser Welt. Pelham flüchtet im Wagen vor seinem zweiten Ich, wobei er in einen Fluss stürzt und sich in Luft auflöst. Sein zweites Ich greift sich ans Herz, wobei klar wird, das der alte Pelham und der Neue nun wieder ein und dieselbe Person sind.

## Hintergrund
Ein Mann jagt sich selbst wurde am 5. Juni 1970 veröffentlicht. Die deutsche Erstaufführung war am 25. April 1980.
Bereits 1955 hatte Alfred Hitchcock Armstrongs Roman für eine Episode seiner Fernsehserie Alfred Hitchcock präsentiert (Alfred Hitchcock presents) verfilmt. Tom Ewell spielte darin Mr. Pelham.

## Synchronisation
Für Ein Mann jagt sich selbst gibt es drei Synchronisationsfassungen. Die erste entstand 1980 für den deutschen Kinoeinsatz, 1982 wurde fürs Fernsehen eine weitere hergestellt, und die dritte wurde 1989 im Auftrag von RTL produziert.
| Rolle               | Schauspieler       | 1. Synchro (Kino)     | 2. Synchro (TV 1982) | 3. Synchro (TV 1989)    |
| ------------------- | ------------------ | --------------------- | -------------------- | ----------------------- |
| Harold Pelham       | Roger Moore        | Niels Clausnitzer     | Randolf Kronberg     | Lothar Blumhagen        |
| Tony Alexander      | Anton Rodgers      | Jochen Schröder       | Ortwin Speer         | Norbert Gescher         |
| Julie Anderson      | Olga Georges-Picot |                       | Rita Engelmann       | Eva Kryll               |
| Eve Pelham          | Hildegard Neil     | Inken Sommer          | Marianne Groß        | Rita Engelmann          |
| Frank Bellamy       | Thorley Walters    | Horst Niendorf        | Wolfgang Völz        | Gerd Duwner             |
| Dr. Harris          | Freddie Jones      | Arnold Marquis        | Wolfgang Spier       | Friedrich W. Bauschulte |
| Sir Charles Freeman | John Welsh         | Siegfried Schürenberg | Joachim Cadenbach    | Peter Schiff            |
| Ashton              | John Carson        | Jürgen Thormann       | Norbert Langer       | Jürgen Thormann         |
| Luigi               | Kevork Malikyan    |                       | Joachim Tennstedt    | Oliver Rohrbeck         |

## Kritiken
„Altmodisch inszenierter, aber unterhaltsamer Kriminalfilm, der die psychologischen Hintergründe seines Themas zugunsten vordergründiger Spannung etwas vernachlässigt.“